# Ambrosia linearis
Ambrosia linearis je biljka iz porodice glavočika (Asteraceae), jedna od četrdesetak vrsta ambrozije. Vrsta je ograničena na područje američke države Colorado.
Višegodišnji manji grm koji naraste do 40 centimetara.